# 亚历山德鲁·西里采亚努
亚历山德鲁·西里采亚努（羅馬尼亞語：Alexandru Sirițeanu，1984年4月16日—），罗马尼亚男子击剑运动员。他曾代表罗马尼亚参加2012年夏季奥林匹克运动会击剑比赛，获得男子团体佩剑银牌。